# Molophilus janus
Molophilus janus là một loài ruồi trong họ Limoniidae. Chúng phân bố ở miền Australasia.